# Apogon lineomaculatus
Apogon lineomaculatus är en fiskart som beskrevs av Allen och Randall 2002. Apogon lineomaculatus ingår i släktet Apogon och familjen Apogonidae. Inga underarter finns listade i Catalogue of Life.